# Dubai Camel Hospital
Dubai Camel Hospital är ett sjukhus för kameler i Dubai i Förenade Arabemiraten. Det är det första sjukhuset i världen, som specialiserar sig uteslutande på sjukvård för kameler. Inom sjukhusområdet finns också en träningsbana för rehabilitering av kameler.
Byggkostnaden för sjukhuset, som ritats av Ahmed Saffarini, var 40 miljoner dirham (cirka 91 miljoner kronor). Den officiella invigningen skedde i december 2017, men verksamheten i sjukhuset började i en mindre skala redan under 2016. Sjukhuset har vårdplatser för högst 20 kameler. Mohamed Al Bulooshi är sjukhusdirektör, Dr. Cedric Chan är chefskirurg.